# 임남규 (강원도의원)
임남규(林南圭, 1964년 5월 22일~)는 대한민국의 정치인으로, 제8·9대 강원도의원이다.

## 학력
- 황지중앙국민학교 졸업
- 황지중학교 졸업
- 한국항공고등학교 졸업
- 관동대학교 경영학과 졸업
- 관동대학교 대학원 경영학과 수료

## 경력
- 황지중앙초등학교 운영위원
- 태백시 생활체육협의회 회장
- 태백시 축구협회 회장
- 태백시 상공회의소 상무위원회 위원
- 강원도 축구협회 감사
- 태백시 번영회 이사
- 태백시 사회복지협의체 대표위원
- 태백시 지역사회복지협의체 대표위원
- e-태백 페스티벌 조직위원회 위원
- ㈜유일종합건설 대표이사
- 강원도 건설협회태백시지회 대표
- 태백시 번영회 위원
- 태백시 축제위원회 이사
- 한나라당 중앙청년자문위원회 위원
- 한나라당 강원도당중앙위원회 위원
- 태백시 청년회의소 특우회 이사
- 2010.07~2014.06 제8대 강원도의회 의원
- 2010.07~2012.07 제8대 강원도의회 전반기 기획행정위원회 위원
- 2010.07~2012.07 제8대 강원도의회 전반기 예산결산특별위원회 위원
- 2012.07~2014.06 제8대 강원도의회 후반기 기획행정위원회 위원
- 2012.07~2013.11 제8대 강원도의회 후반기 예산결산특별위원회 위원
- 춘천지검 영월지청 형사조정위원
- 황지고등학교 운영위원
- 태백시 현안대책위원회 위원
- 강원도의회 새누리당 원내총무
- 강원도의회 보조금단체심의위원회 위원
- 2013.04~2013.04 제8대 강원도의회 송전탑피해대책특별위원회 부위원장
- 2013.12~2014.06 제8대 강원도의회 후반기 예산결산특별위원회 위원장
- 2014.07~2018.03 제9대 강원도의회 의원
- 2014.07~2016.07 제9대 강원도의회 전반기 기획행정위원회 위원
- 2014.07~2016.07 제9대 강원도의회 전반기 의회운영위원회 위원장
- 2014.07~2016.07 제9대 강원도의회 전반기 예산결산특별위원회 위원
- 2016.06~2016.09 제9대 강원도의회 폐광지역개발촉진지원특별위원회 위원
- 2016.07~2018.03 제9대 강원도의회 후반기 기획행정위원회 위원
- 2016.07~2018.03 제9대 강원도의회 후반기 예산결산특별위원회 위원
- 강원도 축구협회 부회장
- 태백시 새마을회 이사
- 태백시 체육회 상임부회장

## 수상
- 태백시민 대상 표창
- 문화관광부 장관 2회 표창
- 국민생활체육협의회장 특별표창
- 대한축구협회 특별공로표창
- 강원도지사 표창
- 전국시도의회 의장협의회 우수의정대상 수상

## 역대 선거 결과
|  | 26.08% |

|  | 35.37% |

|  | 56.27% |

|  | 23.53% |